# Baki (Nubië)
Baki (ook: Qubban of Kuban) was een plaats in Neder-Nubië die onder het water van het Nassermeer is verdwenen. In de oudheid was hier een fort opgetrokken ter bescherming van de karavanen die het goud uit de mijnen van Wadi Allaqi transporteerden.
Deze plaats stond onder de goddelijke bescherming van de Horus van Baki. Een tempel werd onder Thoetmosis III ingewijd, maar werd onder de Ptolemaeën ontmanteld om als "steengroeve" te dienen om de aan Thoth gewijde tempel van Dakka te bouwen.